# 청양 도림사지
청양 도림사지(靑陽道林寺址)는 대한민국 충청남도 청양군 장평면 적곡리에 있는 신라의 도림사 터이다. 1996년 2월 27일 충청남도의 기념물 제100호로 지정되었다.

## 개요
칠갑산의 남향한 언덕 계곡 쪽으로 있는 도림사 터이다. 『동국여지승람』에 의하면 도림사는 고려시대의 사찰이었던 것으로 짐작되며, 주변에서 발견되는 기와조각으로 보아 조선시대까지는 맥을 이어왔던 것으로 추정된다.
절터 내에는 도림사지삼층석탑(충청남도 유형문화재 제27호)과 석불입상 1구가 상반신이 파손된채 남아있는데, 고려시대에 조성된 것으로 보여진다.
1973년 해체 수리시에 발견된 기와와 사리구는 국립부여박물관에 보관되어 있다.

## 같이 보기
- 청양 도림사지 삼층석탑 - 충청남도 유형문화재 제27호
- 두률성 - 청양군 향토유적 제1호

## 참고 문헌
- 청양도림사지 - 국가유산청 국가유산포털